# Plough Lane
Plough Lane – stadion piłkarski w Londynie (gmina Merton), stolicy Wielkiej Brytanii. Został zainaugurowany 3 listopada 2020 roku. Może pomieścić 9300 widzów. Swoje spotkania rozgrywają na nim piłkarze klubu AFC Wimbledon. Obiekt powstał na terenie po zlikwidowanym Wimbledon Greyhound Stadium, niedaleko miejsca w którym dawniej znajdował się stary stadion Plough Lane.

## Historia
W latach 1912–1991 piłkarze klubu Wimbledon FC rozgrywali swoje spotkania na dawnym Plough Lane, który był usytuowany niecałe pół kilometra na południowy zachód od obecnego stadionu. Po publikacji Raportu Taylora i wdrożeniu bardziej restrykcyjnych wymagań infrastrukturalnych, zespół przeniósł się na Selhurst Park. W 2003 roku klub wyprowadził się natomiast z Londynu do Milton Keynes, przekształcając się następnie w MK Dons. Przenosiny piłkarskiego klubu ligowego do innego miasta były w warunkach angielskich precedensem. Część fanów Wimbledon FC w odpowiedzi na zamiary przenosin już w 2002 roku stworzyło własny klub, AFC Wimbledon. Drużyna rozpoczęła od udziału w rozgrywkach 9. poziomu ligowego, ale klub szybko piął się w górę, zdobywając kolejne awanse i osiągając EFL w 2011 roku. Nowy zespół swoje spotkania rozgrywał na stadionie Kingsmeadow w londyńskiej gminie Kingston upon Thames.
Ambicją działaczy AFC Wimbledon był powrót drużyny na swoje dawne miejsce. W miejscu zlikwidowanego w 2002 roku Plough Lane powstały budynki mieszkalne i powrót dokładnie w to samo miejsce nie był możliwy. Okazję stwarzał jednak nieodległy Wimbledon Greyhound Stadium. Wyścigi chartów były coraz mniej popularne, a obiekt został przejęty przez prywatnego inwestora, który zamierzał wybudować w miejscu stadionu budynki mieszkalne. Klub nawiązał współpracę z inwestorem, a zamiar budowy na tym terenie, obok mieszkań, nowego stadionu piłkarskiego pozwolił przekonać lokalne władze do wydania zgody na likwidację starego stadionu. Ostatnie wyścigi chartów odbyły się w marcu 2017 roku. Rozbiórki starego obiektu dokonano w 2018 roku. Budowa nowego stadionu rozpoczęła się wiosną 2019 roku. Część środków na budowę udało się pozyskać dzięki croudfundingowi. Obiekt został zainaugurowany 3 listopada 2020 roku meczem League One między AFC Wimbledon i Doncaster Rovers FC (2:2). Z powodu obostrzeń związanych z trwającą pandemią COVID-19, spotkanie odbyło się bez udziału publiczności.
Nowy stadion może pomieścić 9300 widzów (wszystkie miejsca pod dachem), ale tylko trybuna główna po stronie zachodniej jest konstrukcji żelbetowej i ma charakter stały. Pozostałe, mniejsze trybuny, powstały w oparciu o stalowy szkielet i w przyszłości mogą być zastąpione przez kolejne żelbetowe trybuny, po wybudowaniu których obiekt stanowiłby jednolitą bryłę architektoniczną, a jego pojemność sięgnęłaby 20 000 widzów.